# Ziguinchor (Département)

Département Ziguinchor in der Region Ziguinchor

Das Département Ziguinchor ist eines von 45 Départements, in die der Senegal, und eines von drei Départements, in die die Region Ziguinchor gegliedert ist. Es liegt in der „Basse (baja) Casamance“ im Südwesten des Senegal mit der Hauptstadt Ziguinchor.
Das Département hat eine Fläche von 1153 km² und gliedert sich wie folgt in Arrondissements, Kommunen (Communes) und Landgemeinden (Communautés rurales):
| Commune / Arrondissement | Communauté rurale     | Einwohner 2013 |
| Ziguinchor               | —                     | 205.294        |
| Niaguis                  | Adéane                | 17.580         |
| Niaguis                  | Boutoupa-Camaracounda | 5.149          |
| Niaguis                  | Niaguis               | 10.501         |
| Nyassia                  | Enampore              | 4.659          |
| Nyassia                  | Nyassia               | 5.081          |
| Département              | —                     | 248.264        |